# François Scellier
Pour les articles homonymes, voir Scellier.
François Scellier, né le 7 mai 1936 à Amiens (Somme), est un homme politique français.

## Biographie
Il est élu député le 16 juin 2002, pour la XIIe législature (2002-2007), dans la sixième circonscription du Val-d'Oise. Membre du Parti radical, il fait partie du groupe UMP.
Il est réélu en 2007 et en 2012. Il est le doyen d'âge de l'Assemblée nationale au début de la XIVe législature et préside à ce titre la première séance. Il est à l'origine de deux textes adoptés en 2009 concernant le secteur du logement : la loi Scellier et la loi Scellier BBC.
Il soutient Nicolas Sarkozy à la primaire présidentielle des Républicains de 2016.
Le 8 novembre 2007, François Scellier est jugé coupable de favoritisme par le tribunal correctionnel de Pontoise. Le tribunal estime que l’ancien maire de Saint-Gratien a enfreint les règles d’attribution de deux marchés publics en 1996, dont celui de l'extension de l'école Jean Zay, mais prononce une dispense de peine en considérant l'ancienneté des faits.

## Mandats
- 14 mars 1983 - 9 mars 1989 : maire de Saint-Gratien (Val-d'Oise)
- 18 mars 1985 - 2 octobre 1988 : membre du conseil général du Val-d'Oise
- 3 octobre 1988 - 27 mars 1994 : vice-président du conseil général du Val-d'Oise
- 20 mars 1989 - 18 juin 1995 : maire de Saint-Gratien
- 28 mars 1994 - 18 mars 2001 : membre du conseil général du Val-d'Oise
- 28 mars 1994 - 13 mars 1997 : vice-président du conseil général du Val-d'Oise
- 19 juin 1995 - 18 mars 2001 : maire de Saint-Gratien
- 14 mars 1997 - 18 mars 2001 : président du conseil général du Val-d'Oise
- 19 mars 2001 - 19 mars 2008 : président du conseil général du Val-d'Oise
- 19 mars 2001 - 30 juin 2002 : adjoint au maire de Saint-Gratien
- 16 juin 2002 - 18 juin 2017 : député de la 6e circonscription du Val-d'Oise

## Décorations
- Chevalier de la Légion d'honneur (2022)[3]
- Ordre du Soleil levant, Rayons d’Or en Sautoir[4]
- Médaille d’or de la Jeunesse et des Sports